# Ліхтенштейн на зимових Олімпійських іграх 1960
Ліхтенштейн брав участь у Зимових Олімпійських іграх 1960 року в Скво-Веллі (США), але не завоював жодної медалі. Князівство представляли 3 спортсмени у змаганнях з гірськолижного спорту.

### Гірськолижний спорт
Чоловіки
| Спортсмен      | Змагання           | 1-й забіг         | 1-й забіг | 2-й забіг | 2-й забіг | Підсумок          | Підсумок |
| Спортсмен      | Змагання           | Час               | Місце     | Час       | Місце     | Час               | Місце    |
| -------------- | ------------------ | ----------------- | --------- | --------- | --------- | ----------------- | -------- |
| Германн Кіндле | Швидкісний спуск   |                   |           |           |           | 2:29.4            | 49       |
| Сільван Кіндле | Швидкісний спуск   |                   |           |           |           | 2:29.4            | 49       |
| Адольф Фер     | Швидкісний спуск   |                   |           |           |           | 2:27.4            | 41       |
| Адольф Фер     | Гігантський слалом |                   |           |           |           | 2:13.3            | 43       |
| Германн Кіндле | Гігантський слалом |                   |           |           |           | 2:11.7            | 40       |
| Сільван Кіндле | Гігантський слалом |                   |           |           |           | 2:08.9            | 39       |
| Адольф Фер     | Слалом             | дискваліфікований | —         | —         | —         | дискваліфікований | —        |
| Германн Кіндле | Слалом             | 1:28.7            | 45        | 1:17.0    | 26        | 2:45.7            | 27       |
| Сільван Кіндле | Слалом             | 1:19.3            | 27        | 1:11.4    | 21        | 2:30.7            | 21       |